# Moralität (Literaturwissenschaft)
Die Moralität bezeichnet eine Schauspielform mit moralischem oder religiös-lehrhaftem Charakter, die im Mittelalter nach dem Niedergang der Mysterienspiele in Europa beliebt war. Vor allem in England (morality) und in Frankreich (moralité) waren sie äußerst populär, doch auch in Deutschland waren sie verbreitet. Es waren allegorische Stücke, in denen die einzelnen Figuren Laster oder Tugenden repräsentierten, zum Beispiel Wollust, Geiz, aber auch Nächstenliebe oder Barmherzigkeit.
Das zugrundeliegende allegorischen Verfahren der Moralität, die sogenannte Psychomachia, diente dabei der Verdeutlichung und Dramatisierung innerseelischer Vorgänge. Die unterschiedlichen seelischen Kräfte oder Beweggründe, die das Verhalten oder die Entscheidungen und Handlungsweisen des Menschen nach dem damaligen christlich geprägten Verständnis bestimmten, werden in den Moralitäten durch die verschiedenen Einzelfiguren dargestellt. Insofern es thematisch letztlich um das ewige Seelenheil des Menschen ging, werden diese in gute und böse eingeteilt. So kämpfen Engelsgestalten gegen Teufel, Tugendfiguren gegen Vertreter des Lasters oder Verkörperungen der Reue und Buße, des Glaubens und der Gnade gegen solche Figuren, die die sieben Todsünden und ein den Sinnesgenüssen verfallenes Dasein repräsentieren. In ihrer dramatischen Auseinandersetzung drängen sie die jeweils im Mittelpunkt stehende Zentralgestalt, die für die menschliche Seele, den Menschen schlechthin oder ein bestimmtes Lebensstadium des Menschen steht, zur Entscheidung und Parteinahme.
Der Handlungsablauf der mittelalterlichen Moralitäten folgt einem einheitlichen Muster: Zu Beginn wird die Zentralgestalt vorgestellt, die zunächst im Zustand der Gnade, das heißt auf der Bühne vereint mit den guten Kräften, gezeigt wird. In der nachfolgenden Episode unterliegt die Zentralgestalt dann dem Einfluss böser Kräfte, verfällt in Sünde und führt ein ausschweifendes, einzig auf irdische Genüsse ausgerichtetes Leben. In der dritten Episode gewinnen wiederum die Kräfte des Guten die Oberhand. Es gelingt ihnen, die Zentralgestalt zu Reue und Umkehr zu bewegen und endgültig zu christlichen Werten bzw. zu einer christlichen Lebensführung zu bekehren. Der am Ende stehende Tod stellt schließlich im Sinne der Heilsgewissheit den jeweiligen Eintritt in das ewige Leben dar.
Die Moralitäten gehörten zum festen Repertoire kleiner Wander-Schauspieltruppen. Daher mussten die Auftritte so organisiert werden, dass die verschiedenen Einzelfiguren mithilfe eines doubling durch das zahlenmäßig begrenzte Schauspielpersonal auf die Bühne gebracht werden konnten. Mit Ausnahme des führenden Schauspielers, der als Zentralgestalt ständig auf der Bühne präsent sein musste, stellten die übrigen Schauspieler alle guten Figuren in der ersten und dritten Episode sowie alle bösen Mächte in der zweiten Episode abwechselnd dar. Daraus ergab sich in den Aufführungen ein für das volkstümliche Theater des 16. Jahrhunderts durchaus charakteristischer Episodenwechsel.
Die Moralitäten waren keine trockenen Lehrstücke, sondern durchaus unterhaltsame, teils recht deftige Darstellungen, in denen vor allem die Laster gern als komische Typen dargestellt wurden, denen auf der Bühne, zur Freude der Zuschauer, allerlei Unbill widerfuhr, und die von den Tugenden am Schluss besiegt wurden.
Ein auch in Deutschland weit verbreitetes Motiv war das des Menschen, der plötzlich vor dem Tod steht, und der nun von seinen Knechten Hilfe erwartet. Aber weder Freundschaft noch Geld können ihm helfen, lediglich der Glaube und seine guten Taten wollen ihn begleiten. Im Englischen heißt das Stück Everyman, im Deutschen Jedermann. Es wird in der modernisierten Fassung von Hugo von Hofmannsthal seit 1920 alljährlich an den Salzburger Festspielen aufgeführt wird.
Die Moralitäten entwickelten sich im Zuge der Säkularisierung des Dramas im 15. und 16. Jahrhundert aus den christlich-religiösen Mysterienspielen, die im 14. Jahrhundert entstanden waren. Im Unterschied zu den Mysterienspielen, die als heilsgeschichtliche Ausgestaltung biblischer Episoden nur ein begrenztes Spektrum von thematischen Variationsmöglichkeiten zuließen, waren die Moralitäten aufgrund der nun nicht mehr starr festgelegten Inhalte wesentlich flexibler. Ihre erhalten gebliebene didaktische Grundkonzeption ermöglichte zudem die gleichzeitige Nutzung für mehrere Zwecke und Interessen, da die Moralität gleichermaßen mit religiösen wie auch mit weltlichen Inhalten gefüllt werden konnte und somit ebenso für die lehrhafte Behandlung zeitgenössischer politischer oder pädagogischer Probleme eingesetzt werden konnte.